# Obersalza
Obersalza ist eine Siedlung im Stadtteil Salza der Stadt Nordhausen im nordthüringischen Landkreis Nordhausen.

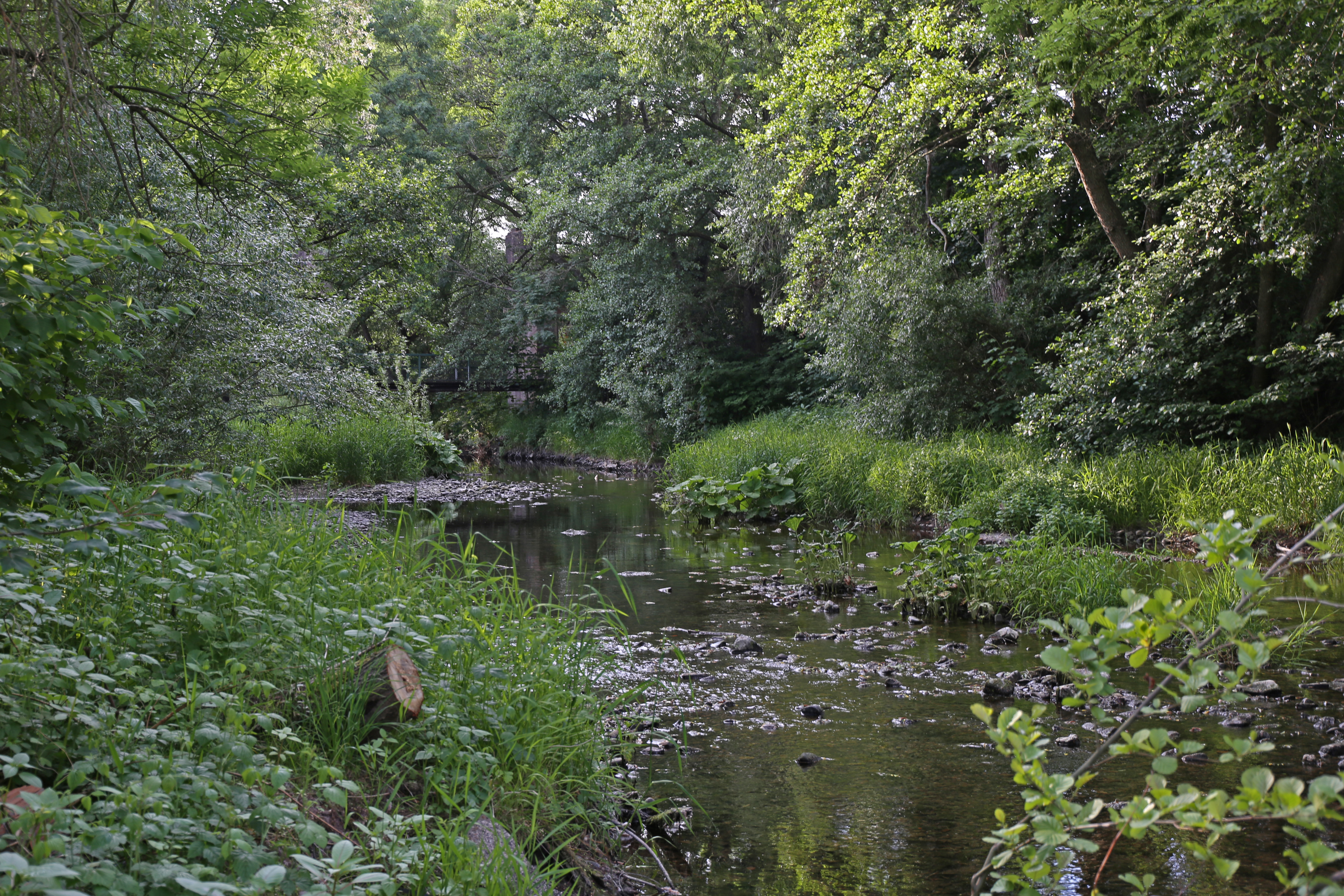
Die Zorge bei Obersalza

## Lage
Obersalza liegt nördlich der Kernstadt Nordhausen und am Fuße des Kohnsteins. Die Zorge teilt die Siedlung in zwei Teile. Die südlichsten Ausläufer des Harzes befinden sich in der Umgebung. Umliegende Ortschaften sind:
- im Westen Herreden,
- im Süden Nordhausen und Salza,
- im Osten Krimderode und
- im Norden Niedersachswerfen.